# 2018 AG37
2018 AG37، هو أبعد جرم وراء نبتوني مكتشف يقدر بأنه يقع على بعد 132.2 ± 1.5 AU (19.78 ± 0.22 بليون كـم) عن الشمس، وهو بهذا يعتبر أبعد جرم تم رصده في النظام الشمس، تم تصويره للمرة الأولى في يناير 2018 أثناء البحث عن الكوكب التاسع الإفتراضي، تم تأكيد هذا الجرم والإعلان عنه في فبراير 2021 من قبل الفلكيين سكوت شيبارد وديفيد ثولين [الإنجليزية] وتشاد تروخيو، أطلقوا عليه لقب «أبعد من البعيد؛ FarFarOut» تعبيراً عن مقدار بعده عن الشمس، يقدر أن نصف قطره 400 كيلومتر مما يجعله أدنى من حد الذي يسمح بإعتباره كوكب قزم.
بقدره الظاهري الخافت والذي يبلغ 25، وحدها أكبر التلسكوبات في العالم يمكنها أن ترصده وبصعوبة نظراً لسرعته البطيئة جداً بسبب بعده عن الشمس فهو يظهر وكأنه ساكناً نسبةً إلنجوم في الخلفية، تم رصده 9 مرات فقط خلال عامين، يحتاج إلى قوس مراقبة لعدة سنوات للتقليل من نسبة الخطأ في حسابات مداره وفترته المدارية التي يعتقد أنها تقارب 1000 سنة وأيضاً لتحديد إتجاه حركته فيما إذا كان يمر في الأوج أو يتجه إليها، في عام 2021 حدد نظام مختبر الدفع النفاث للتقويم الفلكي [الإنجليزية] أن هذا الكويكب يقطع نقطة أوج مداره عام 2158.

## الإكتشاف
تم تصوير الجرم 2018 AG37 أول مرة يوم 15 يناير 2018 من قبل الفلكيين سكوت شيبارد وديفد ثولين وتشاد تروخيو باستعمال تلسكوب سوبارو (8.2 متر) ضمن مرصد مونا كيا في هاواي، حيث قاموا بمسح السماء للبحث عن أجرام النظام الشمسي البعيدة ومنها الكوكب التاسع الذي أقترح وجوده عام 2014.
لم تتم ملاحظة هذا الكوكيب حتى يناير 2019، عندما قرر شيبارد إعادة النظر في صور تلسكوب سوبارو المأخوذة عام 2018 بعد أن تم تأجيل محاضرته المقررة بسبب سوء الطقس، تمكن خلال هذه المراجعة من ملاحظة وجود جرم خافت جداً بقدر ظاهري يبلغ 25.3 في صورتين يفصل بينهما يوم واحد يتحرك بشكل بطيء جداً بالنسبة إلى النجوم والمجرات في الخلفية.
بالإعتماد على موقعه في الصورتين قدّر شيبارد أن بُعد هذا الجرم عن الشمس يصل إلى 140 وحدة فلكية، أي أنه أبعد من الجرم 2018 VG18 أبعد جرم إكتشفه فريقه وأعلن عنه قبل شهر واحد فقط في ديسمبر 2018، في محاضرته التي تأجلت إلى 21 فبراير 2019 لمح شيبارد إلى أنه إكتشف الجرم 2018 AG37 وألذي أسماه على سبيل الطرفة «أبعد من البعيد؛ FarFarOut» بسبب تسمية الجرم الأول المكتشف قبله بـ«البعيد؛ FarOut».
بعد إكتشاف 2018 AG37، تمكن شيبارد من رصد الجرم مجدداً في مارس 2019 باستعمال تلسكوب ماجلان-باده (6.5 متر) في مرصد لاس كامباناس في تشيلي، بالإضافة إلى مراقبات أخرى أجريت في مايو 2019 ويناير 2020 باستعمال تلسكوب سوبارو ضمن مرصد مونا كيا، هذه الأرصاد التي تمت خلال عامين أعطت نتائج أولية لمدار الجرم 2018 AG37، مما سمح بتأكيده والإعتراف به من قبل مركز الكواكب الصغيرة، ثم أعلن عنه رسمياً في بيان صحفي من «معهد كارنيغي للعلوم» يوم 10 فبراير 2021.

## التسمية
أطلق على الجرم لقب «أبعد من البعيد» تعبيراً عن بعده عن الشمس ولكونه أبعد جرم نظام شمسي مكتشف بعد الجرم 2018 VG18 المسمى «البعيد»، رسمياً أعطي الاسم المؤقت 2018 AG37 من قبل مركز الكواكب الصغيرة عندما أعلن عن إكتشافه، التسمية المؤقته تشير إلى سنة إكتشاف الجرم، الحرف الأول يشير إلى أنه أكتشف في النصف الأول من شهر يناير والحرف التالي والرقم يدل على انه الكويكب رقم 932 المكتشف الفترة المذكورة.
لم يتم إعطاء الجرم رقم كويكب رسمي بعد وذلك بسبب قصر فترة قوس المراقبة ونسبة الخطأ المرتفعة في حساباته، يعطى الرقم الرسمي للكويكب بعد أن يتم التأكد من مداره من خلال رصده من عدة مواقع متقابلة.
سيصبح الجرم 2018 AG37 قابل للتسمية بعد أن يتم تحديد مداره بدقة مقبولة.

## المدار
حتى عام 2021، الكويكب 2018 AG37 رصد 9 مرات فقط بقوس مراقبة مدته عامين، ولكونه بعيد جداً عن الشمس فهو يتحرك ببطئ شديد لدرجة أن عامين من الرصد غير كافية لتحديد مداره بشكلٍ كافٍ، لذا يجب أن يراقب الجرم لعدة سنوات أخرى للتقليل من نسبة الخطأ في حسابات مداره حيث وصل معامل نسبة الخطأ [الإنجليزية] إلى 9. خلال العامين من الرصد تم تحديد بعد الجرم عن الشمس فقط بالإضافة إلى القليل من سمات مداره مثل (ميل وزاوية العقدة المدارية) بدقة مناسبة، بينما السمات الأخرى التي تحدد شكل وطبيعة حركة الجرم مثل (الشذوذ المداري وزاوية وسط الشذوذ) لا تزال غير دقيقة، عامين من المراقبة لا تغطي مدى جيد من مدار الكويكب الواسع بطيء الحركة، أفضل الحسابات التي يقدمها مركز الكواكب الصغيرة ومختبر الدفع النفاث وقاعدة بيانات الأجرام الصغيرة تعطي قيمة لنصف قطر مداره الرئيسي تبلغ (86.0±67.7 AU) بشذوذ مداري يساوي (0.685±0.309)، ما يقابل مسافة حضيض تبلغ (27.1±5.2 AU) وأوج (145±114 AU)، من الصعب تحديد فترة دوران الجرم حول مداره لكن يعتقد بأنها قد تمتد إلى ما يقارب 1000 عام.
بسبب قلة البيانات يتعسر تحديد زاوية قبوة الحضيض لهذا الجرم إلا أن حسابات مركز الكواكب الصغيرة ومختبر الدفع النفاث تعطيها قيمة (251°±83°) مما يعني أن الجرم 2018 AG37 هو في طور الإبتعاد عن الشمس ويتحرك نحو نقطة أوجه، حل آخر أكثر ملائمة تم تقديمه من قبل مشروع بلوتو يعطي قيمة زاوية قبوة الحضيض بمقدار (225°±52°) وتدل على أن الكويكب تجاوز نقطة الأوج وهو في طور الحركة بإتجاه الشمس بشرط أن لا يتجاوز بعد نقطة أوج الجرم عن (176 وحدة فلكية).
السرعة المدارية للجرم قُدرت بحوالي (0.19±0.98 وحدة فلكية/سنة) إعتماداً على قياسات نظام مختبر الدفع النفاث للتقويم الفلكي [الإنجليزية].
نسبة الخطأ في مسافة الحضيض المحسوبة للجرم 2018 AG37 تجعل من المحتمل أن يكون مداره متقاطع مع مدار كوكب نبتون مع مسافة تقاطع دنيا تبلغ (4 وحدات فلكية) تقريباً مما يرجح أن الجرم قد تأثر بتفاعل جاذبية قوي مع كوكب نبتون أثناء إقترابه منه في وقت سابق، فمن المعروف أن الأجرام الأخرى العابرة لمدار نبتون قد تم نثرها وقذفها إلى مدارات بعيدة وطويلة مشابهة لمدار 2018 AG37 بسبب تأثير جاذبية الكوكب، وتعرف هذه المجموعة من الأجرام باسم أجرام القرص المتناثرة.

### المسافة
قُدر بعد الجسم في البداية بحوالي (140 وحدة فلكية) عن الشمس، لكن هذا الرقم غير مؤكد بسبب قصر مدة المراقبة نسبةً إلى حجم مداره، وحتى عام 2021، أصبح هذا الجرم أبعد جرم في المجموعة الشمسية تم رصده، عندما أعلن عنه في فبراير 2021، كان قد خضع لفترة مراقبة مدتها عامين وبناءً على المعلومات التي جمعت خلال تلك الفترة قُدر بعده عن الشمس بـ132.2 ± 1.5 AU (19.78 ± 0.22 بليون كـم) لحظة إكتشافه عام 2018.
العديد من المذنبات ذات المدار شبه المكافئ تصل إلى مسافات أكثر بعداً عن الشمس، منها مذنب القيصر [الإنجليزية] تدل الحسابات بأنه يبعد 800 وحدة فلكية (120 بليون كيلومتر) عن الشمس، ومذنب دوناتي [الإنجليزية] الذي يبعد 145 وحدة فلكية (21.7 بليون كيلومتر) عن الشمس، في كافة الأحوال لا يمكن رصد أي من هذه الأجرام البعيدة حالياً حتى باستخدام أقوى التلسكوبات.
كما توجد المئات من الأجرام المعروفة العابرة لمدار نبتون تملك مدارات مقترحة تصل إلى مسافات أبعد من الجرم 2018 AG37 عن الشمس.

## روابط خارجية
- 2018 AG37 في قاعدة بيانات مختبر الدفع النفاث لأجرام النظام الشمسي الصغيرة

- الاكتشاف · مخطط المدار ·  العناصر المدارية · المعلمات المادية

- "تأكيد أبعد جرم معروف في النظام الشمسي"، مؤسسة كارنيجي للعلوم، 10 فبراير 2021.
- " علماء الفلك يؤكدون إكتشاف أكثر الأجسام المعروفة بعدًا في النظام الشمسي"، نويرلاب، 10 فبراير 2021.
- "جرم النظام الشمسي الأبعد الذي يحطم الرقم القياسي"، مرصد سوبارو؛ المرصد الوطني الياباني، 10 فبراير 2021.
- "أبعد من البعيد!" تأكيد الجرم الأبعد في النظام الشمسي، أخبار جامعة هاواي، 10 فبراير 2021.
- "ما وراء بلوتو: إصطياد الكوكب اكس" إعلان شيبارد عن اكتشاف الجرم «أبعد من البعيد»، معهد كارنيجي للعلوم ، 21 فبراير 2019.